# Browar Koreb
Browar Koreb – regionalny browar w Łasku. Właścicielami przedsiębiorstwa jest rodzina Kaczorowskich.
Browar powstał w 2005 roku na bazie istniejącej od 1989 roku rozlewni piwa Piwomar. Zakład bazuje na własnym ujęciu wody. Produkuje piwa butelkowane i beczkowe przede wszystkim na rynek lokalny województwa łódzkiego.

## Produkty
Lager
- Koreb Łaskie
- Koreb Mocne
- Koreb Żywe[1]

Piwo ciemne
- Koreb Herbowe

Piwo aromatyzowane
- Koreb Miodowe
- Koreb Korzenne
- Koreb Grzaniec Łaski